# Stictocephala lutea
Stictocephala lutea är en insektsart som beskrevs av Walker. Stictocephala lutea ingår i släktet Stictocephala och familjen hornstritar. Inga underarter finns listade i Catalogue of Life.